# Castello Douglas Scotti
Il castello Douglas Scotti è un edificio posto al limite del paese di Fombio, nel basso lodigiano.

## Storia
L'attuale edificio deriva dalla trasformazione di un antico castello, risalente agli inizi del Trecento e fatto costruire da Alberto Scotti, feudatario di Fombio per conto del Comune di Piacenza.
Fu nel corso del XVII secolo che l'antico castello venne trasformato in palazzo nobiliare, mantenendo comunque molte tracce della struttura precedente, soprattutto nelle facciate esterne.
Estinta la famiglia Douglas Scotti, il palazzo passò nel corso del XX secolo ai Feltrinelli, poi all'ospedale di Crema e infine al comune di Fombio.

## Caratteristiche
Il castello sorge al limite meridionale del paese di Fombio, sul margine dell'antico terrazzo fluviale, in posizione dominante le bassure del Po, che comunque scorre oggi diversi chilometri più a sud.
Ha pianta in forma di «U» aperta verso sud, in direzione del Po. Le facciate esterne mantengono l'aspetto severo dell'antico castello, con mattoni a vista e contrafforti di rinforzo, mentre la corte interna è stata completamente ridisegnata ed appare contornata da un portico sormontato da un loggiato in stile barocco.
Negli interni spicca per interesse l'atrio, con pianta in forma di «T», decorato da affreschi e scandito da colonnine in granito; altri ambienti conservano ormai pochi elementi degni di nota.
A nord del castello si estende un ampio parco, disegnato all'inglese.